# Campionati svizzeri di ski cross 2016
I Campionati svizzeri di ski cross 2016 si sono svolti a Lenk il 25 marzo. Il programma ha incluso sia la gara femminile che la gara maschile. 
Trattandosi di competizioni valide anche ai fini del punteggio FIS, vi hanno partecipato anche sciatori di altre federazioni, senza che questo consentisse loro di concorrere al titolo nazionale svedese.

## Risultati

### Uomini
| Pos. | Atleta             | Nazione  |
| ---- | ------------------ | -------- |
| 1    | Alex Fiva          | Svizzera |
| 2    | Armin Niederer     | Svizzera |
| 3    | Marc Bischofberger | Svizzera |
| 4    | Joos Berry         | Svizzera |

### Donne
| Pos. | Atleta            |           |
| ---- | ----------------- | --------- |
| 1    | Katrin Mueller    | Svizzera  |
| 2    | Talina Gantenbein | Svizzera  |
| 3    | Minja Lehikoinen  | Finlandia |
| 4    | Sophie Yerly      | Svizzera  |